# Rodney E. Slater

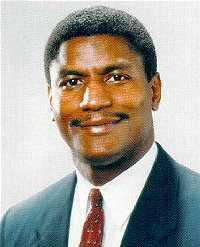
Rodney E. Slater

Rodney Earl Slater (* 23. Februar 1955 in Marianna, Lee County, Arkansas) ist ein US-amerikanischer Rechtsanwalt und Politiker (Demokratische Partei). Unter US-Präsident Bill Clinton war er von 1997 bis 2001 Verkehrsminister der Vereinigten Staaten.

## Werdegang
Slater studierte an der Eastern Michigan University und der University of Arkansas, an der er 1980 den Grad des Juris Doctor erlangte.
Von 1979 bis 1980 war Slater wissenschaftlicher Mitarbeiter des staatlichen Justizausschusses des Verfassungskonvents von Arkansas, ab 1980 Mitarbeiter des Justizministers von Arkansas. Er wurde vom damaligen Gouverneur Bill Clinton zu verschiedenen Aufgaben der Regierung ernannt. Slater war während dieser Zeit auch Direktor des Ausschusses für Regierungsangelegenheiten der Arkansas State University.
Als Clinton im Jahr 1993 Präsident der Vereinigten Staaten wurde, wurde Slater der erste afro-amerikanische Vorsitzende der Federal Highway Administration. 1997 wurde Slater zum Verkehrsminister der Vereinigten Staaten ernannt. Er war nach William Thaddeus Coleman der zweite Afro-Amerikaner in diesem Amt.
Für seine Projekte erhielt Slater die Unterstützung beider Parteien im Kongress:
- Transportation Equity Act for the 21st Century (TEA-21), mit dem eine Rekordinvestition in Höhe von 200 Milliarden US-Dollar für Transportdienstleistungen getätigt wurde
- Wendell H. Ford Aviation Investment Reform Act for the 21st Century (AIR-21), das eine Investition in Höhe von 46 Milliarden US-Dollar zum Schutz der Sicherheit im nationalen Luftfahrtsystem zur Verfügung stellte
- Verhandlungen über Open-Skies-Abkommen mit anderen Ländern

Nach der Wahl George W. Bushs zum neuen US-Präsidenten schied Rodney Slater 2001 aus dem Amt.
Seit 2010 ist Slater Rechtsanwalt in der Kanzlei Patton Boggs LLP., wo er den Transportbereich leitet und an Projekten der Infrastruktur arbeitet. Darüber hinaus ist er Partner der James Lee Witt Associates, eines Risiko-Management-Unternehmens, das vom ehemaligen Leiter der Federal Emergency Management Agency, James Lee Witt, geleitet wird.
Er ist derzeit Mitglied des Board of directors von Africare und des Tanztheaters von Harlem. Außerdem ist er Vorsitzender des Kuratoriums der United Way of America. Slater ist Mitglied der Aufsichtsräte von Delta Air Lines, Verizon und Kansas City Southern (seit 2001).
Ende Juli 2006 wurde bekannt gegeben, dass Slater Teil einer Gruppe von Investoren rund um Stan Kasten war, welche die Major-League-Baseball-Mannschaft der Washington Nationals gekauft hatte. 